# You ling ren jian
You ling ren jian é um filme de comédia de terror produzido no Honguecongue em 2001, dirigido por Ann Hui e com atuações de Eason Chan, Shu Qi, Anthony Wong, Sam Lee, James Wong, Wayne Lai, Kara Hui, Tony Liu e Cheung Tat-ming.